# Cultura de Erligang
La cultura de Erligang (二里岡文化) (1600 - 1400 a. C.) es el término utilizado por arqueólogos para referirse a una cultura arqueológica de la Edad del Bronce, localizada en la actual China. El primer yacimiento arqueológico fue encontrado en Erligang, en las proximidades de la actual ciudad de Zhengzhou, provincia de Henan, en 1951. 

## Descripción
Muchos arqueólogos chinos y japoneses creen que Zhengzhou se localiza donde antes fue una antigua capital de la dinastía Shang, lo que colocaría la cultura Erligang como uno de los inicios de la dinastía Shang. La ciudad estaba rodeada por altos muros, con una circunferencia total de cerca de 7 km. Grandes talleres de artesanía se localizaban fuera de los muros de la ciudad, incluyendo un taller de huesos, uno de cerámica y dos de vasijas de bronce. La ciudad moderna de Zhengzhou se localiza en los restos de la ciudad de Erligang, haciendo prácticamente imposibles las excavaciones arqueológicas. En ese sentido, la mayoría de la información acerca de la cultura Erligang proviene de estudios realizados en otros yacimientos menores.
La cultura Erligang se centraba en el valle del río Amarillo. Erligang fue la primera cultura arqueológica china que presenta una gran difusión de artefactos de bronce. En sus primeros años, la cultura parece haberse expandido bastante, alcanzando el río Yangtze, lo que es indicado por la presencia de un gran yacimiento arqueológico en Panlongcheng, provincia de Hubei. Ya que Zhengzhou carece de acceso a metales, yacimientos como Panlongcheng eran probablemente usados para proteger y garantizar estos recursos.
La cultura fue probablemente influenciada por la cultura de Erlitou, como indican las semejanzas en las técnicas y el estilo del trabajo en bronce realizado por las dos culturas. Sin embargo, en la cultura Erligang, el estilo de las vasijas de bronce se hizo mucho más uniforme, además haberse difundido más el uso del bronce.